# 김찬중
김찬중은 대한민국의 건축가이다.《연희동 갤러리》, 《핸즈코퍼레이션 사옥》, 《울릉도 코스모스 호텔》 등 설계했다.

## 소개
고려대학교 건축공학과를 졸업하고 스위스 연방공과대학에서 수학하였으며 미국 하버드대학에서 건축학 석사학위를 취득하였다.
서울의 한울 건축과 캠브리지의 Chan Krieger Associates, 그리고 보스톤의 KSWA에서 수석 건축가로서 실무를 쌓았으며 귀국 후 현재까지 경희대 건축대학원의 설계전공 초빙 교수로 재직하면서 THE_SYSTEM LAB 의 대표로 활동하고 있다.
2006년에 제10회 이태리 베니스 비엔날레 한국 대표 건축가로 초청되었으며, 같은 해 중국 베이징 국제 건축 비엔날레에서는 주목받는 아시아 젋은 건축가 6인에 선정되기도 했다.
그의 작업들은 국내는 물론 Domus (Italy), Casa Mica (Spain), Uitvaart (Netherlands), Arbitare (Italy, China), Mark (Netherlands), Architectural Review (England)등의 국제적인 저널에도 다양하게 소개되고 있다.
대표작으로는 폴 스미스 플래그십 스토어, 연희동 갤러리, 래미안 갤러리, 한강 보행자터널 프로젝트, 쌍용 파인트리, SK 행복나눔재단 사옥등이 있다.

## 주요 작품
- 한남동 핸즈코퍼레이션 사옥
- KH바텍 사옥
- SK 행복나눔재단 사옥
- 연희동 갤러리
- 강남커머셜빌딩
- 안동_Gurume
- 래미안 갤러리
- 한남 더 엠 빌딩
- 가락동 다락다락 근생
- 울릉도 코스모스 호텔
- PLACE-1
- 남양주 빵공장
- 우란문화재단

## 주요 수상경력
- 2001 Brigham & Woman’s Hospital 현상 설계 당선, Boston, USA
- 2006 전곡리 선사박물관 국제현상설계, Merit Award
- 2006 디자인하우스, 올해의 디자이너 건축부문 선정
- 2007 디자인하우스, 올해의 디자이너 건축부문 선정
- 2009 쌍용 홍보관 지명 현상 설계 당선
- 2010 SK 행복나눔 재단 사옥 지명 현상 설계 당선
- 2010 SK 홍보관 지명 현상설계 당선
- 2010 판교 호반건설 사옥 지명 현상설계 당선
- 2010 한화 송도 에코메트로 홍보관 지명 현상설계 당선
- 2010 KHVatec 사옥 지명 현상설계 당선
- 2010 삼성 래미안 갤러리, 굿디자인 지식경제부 장관상 수상
- 2011 한화 갤러리아 포레, 굿디자인 디자인진흥원장상 수상
- 2012 한국디자인 진흥원 부설 미래디자인센터 현상설계 당선
- 2013 강남구 아름다운 건축상 수상
- 2013 서울시 건축상 수상
- 2014 서울시 건축상 수상
- 2015 한국 리모델링 건축대전 수상

## 전시
- 2004 제23회 대한민국 건축대전 초대작가
- 2005 제24회 대한민국 건축대전 초대작가
- 2006 제10회 베니스 비엔날레 초청전시, Venice, Italy
- 2006 제2회 베이징 건축 비엔날레 초청전시, 아시아의 주목 받는 젊은 건축가 6인에 선정
- 2006 국민대 개교60주년 기념 국제 건축전 초청전시, world architect 50인에 선정
- 2007 홍콩-심천 국제 비엔날레 초청전시, 한강 르네상스 프로젝트, Hong Kong, China
- 2009 서울 디자인 올림피아드 세계 건축가 15인 초청 건축전, Seoul, Korea
- 2010 콜럼비아대학 초청 아시아 6인 건축가 포럼, Beijing, China
- 2010 하버드 대학교 초청 한국의 현대건축 12인전, Cambridge, USA
- 2010 베이징 동지대학교 초청 한국의 현대 건축 17인전, Shanghi, China
- 2010 일본 건축가 협회 초청 강연, emerging practice in Korea, Sendai, Japan
- 2011 홍콩 SH Gallery 초청 전시 및 강연, 아시아 건축 3인전, Shanghi, China
- 2011 일본 BankART gallery 초청 전시, New Horizon in Korea Architecture, Yokohama, Japan
- 2012 국립 현대미술관 초청 개인전, Art Folly Project, CUBRICK, Gwacheon, Korea
- 2013 인도 한국문화원 초청 전시, New Delhi, India
- 2014 X-브리드 전시, Seoul, Korea
- 2014 아마도 전시, Seoul, Korea
- 2014 코너아트 스페이스 전시, Seoul, Korea

## 같이 보기
- 서울특별시 건축상